# Iljušino
Iljušino (Илюшино) è un centro abitato della Russia, appartenente al Nesterovskij rajon nell'oblast' di Kaliningrad.
Storicamente appartenuta alla Germania, fu nota fino al 1938 con il nome di Milluhnen. In quella data prese il nome di Mühlengarten, mantenuto fino all'annessione all'Unione Sovietica (1945).